# Анджела Мартин (персонаж)
Анджела Ноэль Шрут (англ. Angela Noelle Schrute, в девичестве — Мартин, в первом браке — Липтон; род. 11 ноября 1974 года) — вымышленная героиня сериала «Офис», исполненная Анджелой Кинси. Анджела работает бухгалтером и руководителем комитета организации в филиале компании по поставке бумаги «Дандер Миффлин» (англ. Dunder Mifflin) в Скрантоне, штат Пенсильвания.
Начиная со 2 сезона и до конца сериала одной из сюжетных линий Анджелы являются непостоянные отношения с начальником отдела продаж, Дуайтом Шрутом, с которым они женятся в эпизоде «Финал» (9 сезон 25 серия). От него она в 8 сезоне родила сына, Филлипа Халстеда, будучи на тот момент в браке с сенатором Ричардом Липтоном.

## Кастинг
В 2004 года Анджела Кинси, будучи тогда малоизвестной актрисой, пришла на кастинг для нового ситкома «Офис», который являлся адаптацией оригинального британского сериала, и пробовалась на роль Пэм Бисли — скромной и неуверенной в себе секретарши, которая была влюблена в своего лучшего друга и коллегу, Джима Халперта. Продюсеры NBC посчитали, что она «слишком дерзкая» для такой роли и отказали ей. Два месяца спустя Кинси вновь позвонили продюсеры и сказали, что она принята в проект, но на роль Анджелы Мартин — эгоцентричного бухгалтера «Дандер Миффлин», которая презирает собственных коллег и стремится выставить себя в лучшем свете.

## Информация о персонаже

### Биография

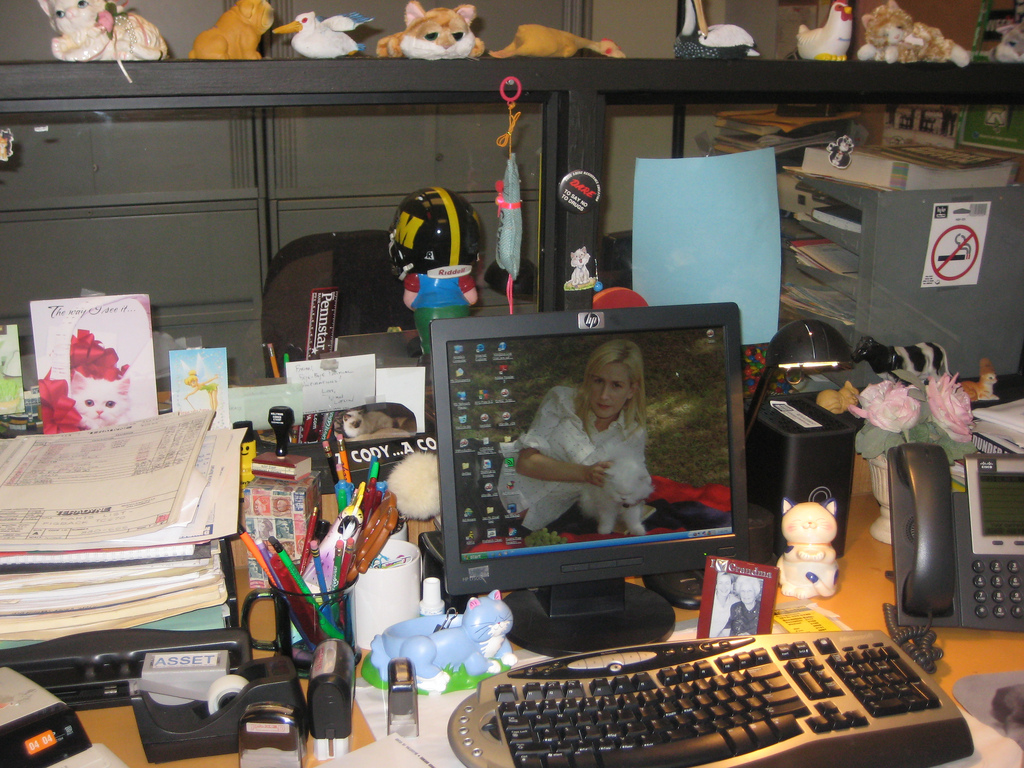
Рабочий стол Анджелы во время съёмок «Офиса», 2009 год

Анджела Мартин родилась 11 ноября 1974 года в Дейтоне, штат Огайо. У неё есть младшая сестра, Рэйчел Мартин, с которой она не общалась 16 лет из-за ссоры, причину которой никогда не озвучивала, потому что не помнит. В детстве Анджела часто принимала участие в конкурсах красоты, поэтому ей нравится, когда её оценивают (эпизод «Анализ эффективности», 2 сезон 8 серия). Большая любительница домашних животных, Анджела является хозяйкой 12 кошек: Пушинка (которую убил Дуайт Шрут, положив её в морозильную камеру), Принцессы Леди, Бомжик (подаренный Дуайтом взамен Пушинки, и потом вновь подаренный Энди), Эмбер, Милки Вэй, Диана, Комочек, Лепесток, Мистер Эш, Филлип (в честь которого она назвала сына), Бандит и Комсток (также называемый Пушинкой, которого она отдаёт после выявления у сына аллергии).
Анджела очень миниатюрная, за что её часто подкалывает её начальник, Майкл Скотт, называя карлицей (эпизод «Снятие стресса», 5 сезон 15 серия). Рост Анджелы — 155 сантиметров (эпизод «Уважение женщин», 3 сезон 22 серия), а насчёт веса говорит, что он составляет не больше 38 килограммов (эпизод «Снятие стресса», 5 сезон 14 серия). В эпизоде «Здравоохранение» (1 сезон 3 серия) выясняется, что у Анджелы дерматит.

### Интересы
За всё время сериала показывается, что у Анджелы очень придирчивый вкус. Играя в игру «Необитаемый остров» она говорит, что взяла бы с собой три книги: Библию, «Целеустремлённая жизнь» и «Код да Винчи», которую просто сожгла бы (эпизод «Пожар, 2 сезон 4 серия). Ей нравится песня «The Little Drummer Boy», плакаты с изображениями детей во взрослой одежде (эпизод «Рождественский вечер», 2 сезон 10 серия), стилистика снимков детского фотографа Анн Геддес и немецкий теннисист Борис Беккер. Ей не нравится извиняться, она не любит своего коллегу, Кевина Малоуна, а также ненавидит зелёный и оранжевый цвета. Также Анджела вегетарианка (эпизод «Почтовый надзорный», 2 сезон 9 серия).

## Отношения

### Энди Бернард
Отношения Анджелы с Энди Бернардом, специалистом по продажам, начинаются в 4 сезоне. Энди заинтересован в ней и делает всё возможное, чтобы пригласить на свидание. На вечеринке в честь запуска официального сайта «Дандер Миффлин» (эпизод «Вечеринка в честь запуска», 4 сезон 6 серия) он приносит ей огромную ледяную скульптуру, что очень трогает Анджелу. Потом он дарит ей бездомного кота (которого ранее уже дарил Дуайт), и Анджела соглашается пойти с ним на свидание, но даёт строгие указания, в какие рестораны идти не нужно (эпизод «Деньги», 4 сезон 8 серия). На прощальной вечеринке для Тоби (эпизод «Прощай, Тоби», 4 сезон 19 серия) Энди делает Анджеле предложение, и, несмотря на её крайне безразличный ответ, всё равно рад тому, что она согласилась.
В начале 5 сезона Энди жалуется Оскару, что ни разу не спал с Анджелой, несмотря на то, что они несколько месяцев встречались и помолвлены (эпизод «Деловая поездка», 5 сезон 8 серия). Энди начинает предлагать Анджелы множество идей по организации свадьбы, но она отклоняет их всех, соглашаясь только на свадьбу на ферме Шрутов (эпизод «Излишек», 5 сезон 10 серия). Вскоре Энди узнаёт об интрижке Анджелы с Дуайтом, и разрывает помолвку (эпизод «Дуэль», 5 сезон 12 серия). В 9 сезоне, когда Энди решает уйти из «Дандер Миффлин», чтобы стать актёром, как всегда и мечтал (эпизод «Жизнь мечты», 9 сезон 21 серия), Анджела советует ему не позволять гордости разрушать его жизнь (намекая на своё положение), но Энди считает, что таким образом она пытается его вернуть; Анджеле противно, но она всё равно желает ему удачи и прощается с ним.

### Дуайт Шрут
Отношения Анджелы с начальником отдела продаж, Дуайтом Шрутом, начинаются в середине 2 сезона (несмотря на то, что до этого ещё в пилотном эпизоде Дуайт напевал любимую песню Анджелы, «The Little Drummer Boy»). Они скрывают свои отношения из-за нежелания Анджелы стать объектом сплетен в филиале.
Впервые Анджела и Дуайт расстаются в начале 4 сезона; Анджела не может смириться с тем, что Дуайт убил одну из её кошек. Из чувства мести она начинает встречаться с Энди и их отношения даже доходят до помолвки, но Анджела по-прежнему любит Дуайта. В 6 сезоне они заключают контракт, согласно которому Анджела должна родить Дуайту наследника, но из-за многочисленных нарушений договорённость сводится к тому, что им нужно лишь 5 раз переспать друг с другом (эпизод «Болван», 6 сезон 25 серия). В начале 7 сезона они возобновляют отношения (эпизод «Игры Энди», 7 сезон 3 серия), но вскоре Анджела бросает его ради сенатора Роберта Липтона (эпизод «ВУФ.ком», 7 сезон 9 серия).
В середине 8 сезона Анджела рожает сына, Филлипа, который на самом деле ребёнок Дуайта, что она яростно отрицает (эпизод «Обязанность присяжного», 8 сезон 13 серия). Несколько месяцев спустя Роберт Липтон расстаётся с Анджелой из-за своей нетрадиционной сексуальной ориентации, и она начинает ревновать Дуайта к его новой девушке, Эстер (эпизод «Лестничный Армагеддон», 9 сезон 19 серия). Анджела понимает, что её жизнь рушится, и признаётся в том, что действительно любит Дуайта (эпизод «Жизнь мечты», 9 сезон 21 серия). Дуайт также понимает, что любит Анджелу и не хочет её терять, поэтому делает ей предложение, а она признаётся, что Филлип — его сын (эпизод «Ассистент ассистента регионального менеджера», 9 сезон 23 серия). В финальной серии они женятся (эпизод «Финал», 9 сезон 25 серия).

### Роберт Липтон
Анджела знакомится с сенатором Робертом Липтоном в 7 сезоне (эпизод «ВУФ.ком», 7 сезон 9 серия), и ради него бросает Дуайта, надеясь обрести долгожданное счастье в отношениях. В начале 9 сезона становится известно, что у Роберта отношения с Оскаром Мартинесом, что приводит к его публичному каминг-ауту и разрыву с Анджелой (эпизод «Лестничный Армагеддон», 9 сезон 19 серия).

## Восприятие
Анджелу Мартин описывают как «женщину с холодным сердцем», при этом отмечая, что она, возможно, один из худших персонажей «Офиса» из-за своих поступков, открытой ненависти по отношению к остальным и привычке критиковать других, но не саму себя. Тем не менее, по мере развития сюжета Анджела становится более дружелюбной, и к концу сериала более благосклонна к махинациям коллег и больше проявляет свои эмоции.
Анджела Кинси давно дружит с Дженной Фишер (исполнительница роли Пэм Халперт), несмотря на то, что в сериале их героиням практически не удаётся построить дружеских отношений из-за презрения и оскорблений Анджелы.